# Avenue Jean-Jaurès (Rosny-sous-Bois)
Pour les articles homonymes, voir Avenue Jean-Jaurès.
L`avenue Jean-Jaurès est un axe majeur de Rosny-sous-Bois, qui suit le trajet de la route nationale 186.

## Situation et accès

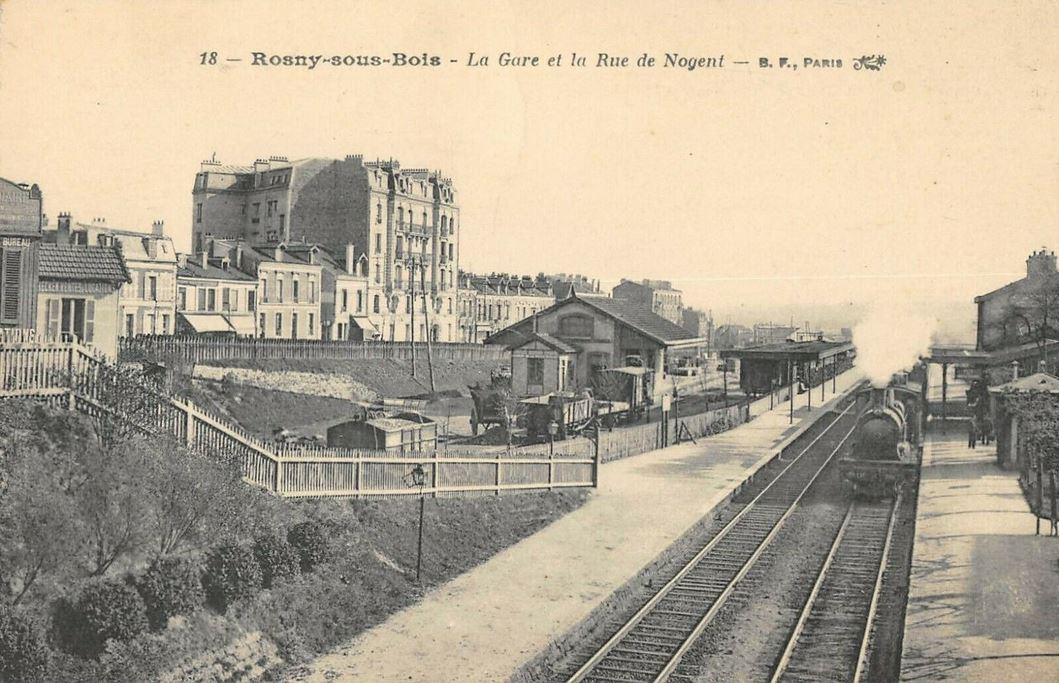
La rue de Nogent et la gare.

Cette avenue orientée du nord au sud commence son tracé à l'intersection de la rue Paul-Cavaré, qui franchit la ligne de Paris-Est à Mulhouse-Ville et la rue du Général-Leclerc. Elle se termine à la limite de Fontenay-sous-Bois.
Elle est desservie par la gare de Rosny-sous-Bois au nord, et par la gare du Val de Fontenay au sud. Un passage souterrain permet aux piétons de franchir ces voies ferrées afin de rejoindre l'avenue de la République.

## Origine du nom

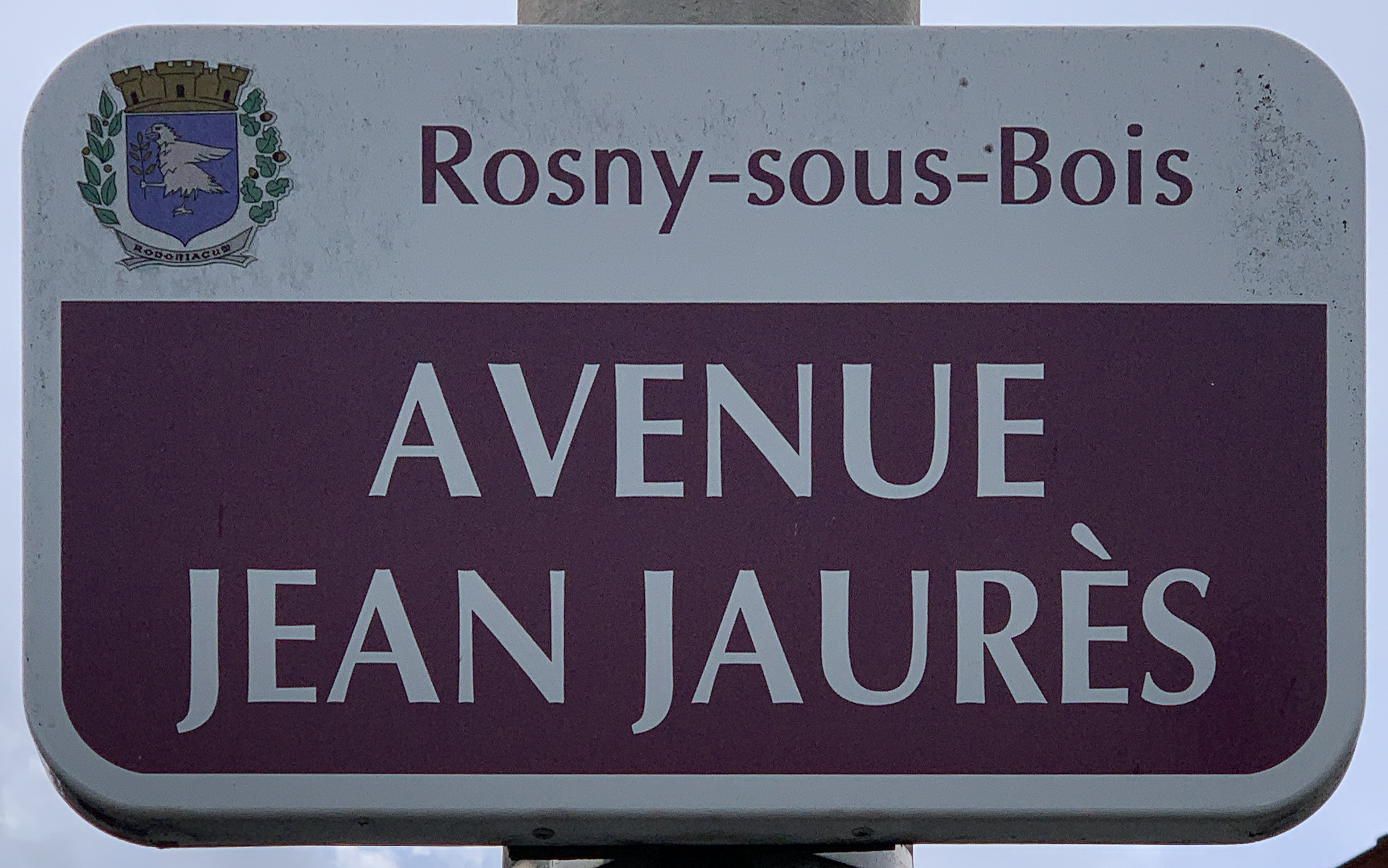
Plaque Avenue Jean Jaurès, 2021.

Cette voie est nommée en référence à l'homme politique socialiste français Jean Jaurès (1859-1914).

## Historique

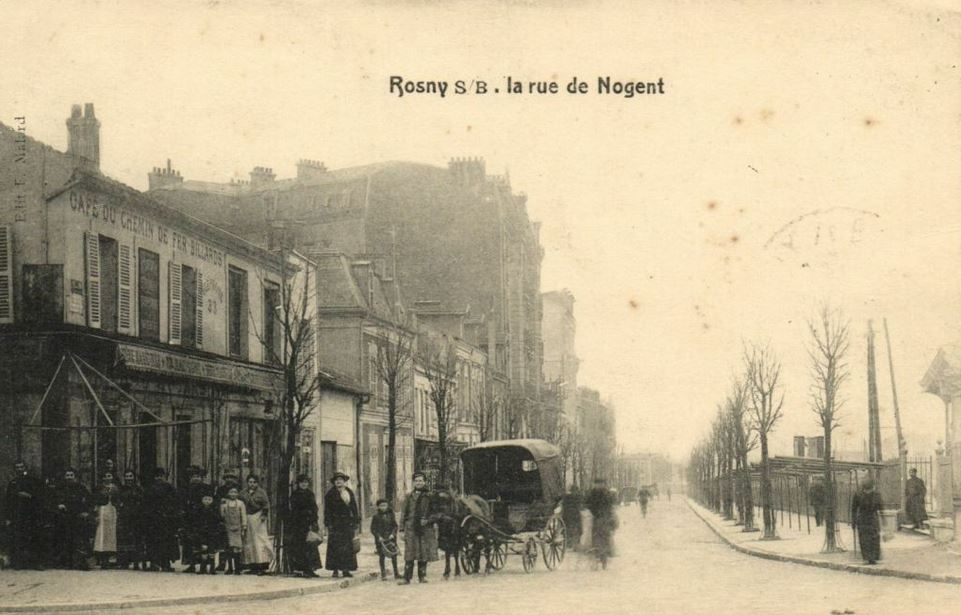
Croisement de la rue Paul-Cavaré.

Elle était autrefois appelée « chemin de grande communication N°21 », puis « route de Nogent », et « rue de Nogent », avant de prendre son nom actuel.
La partie nord du tracé de cette rue est contemporain de la création de la voie ferrée.
En 2014, un immeuble s'y est effondré à la suite d'une fuite de gaz, causant huit victimes,,.

## Bâtiments remarquables et lieux de mémoire

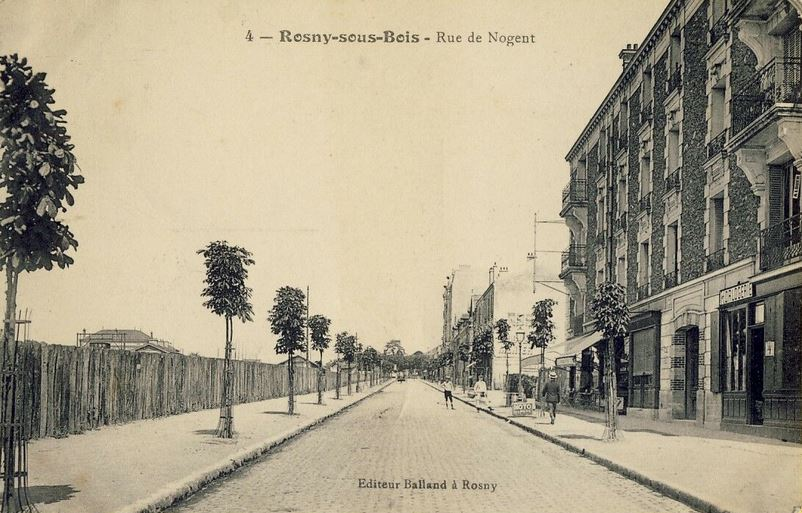
L'ancienne rue de Nogent, vers 1900.

- Ensemble de logements Jardins en Aparté'[7].
- Marché des Boutours.